# Lappi (Tampere)
Pour les articles homonymes, voir Lappi (homonymie).
Lappi est un quartier situé à environ un kilomètre du centre-ville de Tampere en Finlande.

## Description
Lappi est a proximite du lac Näsijärvi et de la zone de parcs de  Kauppi. 
Le district de Laponie tire son nom de la péninsule Lapinniemi du lac Näsijärvi. 
Le nom peut faire référence à une  habitation historique par des lapons.
La zone de maisons individuelles de Lappi a été créée à côté de la zone industrielle de  Lapinniemi entre 1915 et 1934. 
Le parc immobilier a des caractéristiques Art Nouveau. 
Les bâtiments résidentiels forment des rangées uniformes le long des rues et les dépendances sont regroupées à l'intérieur des parcelles.
Les bâtiments en bois à un étage et à pignon sont principalement des maisons unifamiliales. La méthode de construction donne une impression d'unité.
En 2017, Lappi compte 778 habitants.
Lappi abrite la maison de retraite de Koukkuniemi (fi).
Ses quartiers voisins sont Petsamo et Lapinniemi.
La Direction des musées de Finlande a classé la zone des maisons individuelles de Lappi parmi les sites culturels construits d'intérêt national en Finlande.